# Charles Paul Landon

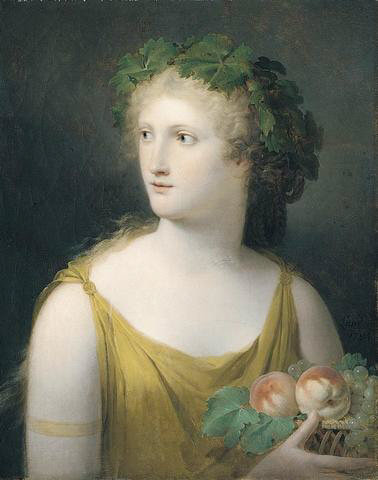
Portret kobiety z owocami, (1794)

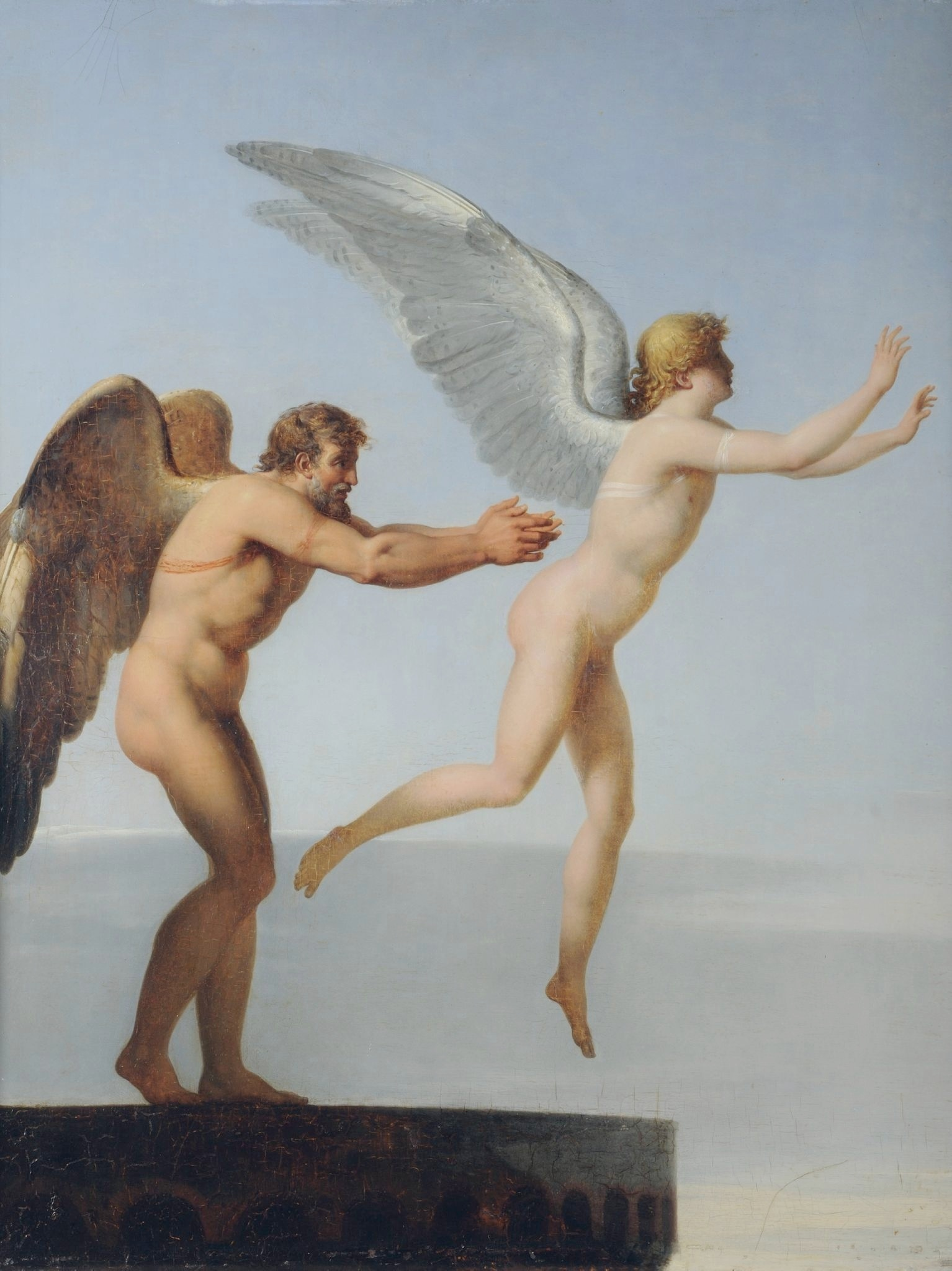
Dedal i Ikar, (1799)

Charles Paul Landon (ur. 12 października 1760 w Nonant-le-pin, zm. 5 marca 1826 w Paryżu) – francuski malarz neoklasycystyczny, pisarz i historyk sztuki.

## Życiorys
Studiował u François-André Vincent i Jean-Baptiste Regnaulta, w 1792 zdobył nagrodę i stypendium Grand Prix de Rome i kontynuował naukę w Rzymie. Wystawiał w paryskim Salonie w latach 1791–1812. Był malarzem Karola Ferdynanda księcia de Berry, członkiem Institut de France i konserwatorem malarstwa w Luwrze. Malował głównie sceny mitologiczne i portrety.
Landon był autorem licznych publikacji na temat sztuki przełomu XVIII i XIX w., opisów muzeów, zbiorów i wystaw. Wydawał katalogi reprodukcji, współpracował z Journal des arts i Sciences et de la Littérature. Jego najważniejsza praca Annales du Musée et de l'école moderne des Beaux-Arts, była wydawana w latach 1808–1835 i składała się z 33 tomów. Pomimo licznych błędów stanowi nadal wszechstronne źródło informacji na temat sztuki i artystów europejskich.

## Pozostałe publikacje
- Annales du Musée et de l’École Moderne des Beaux-Arts, 1801-1809, 17 tomów i suplement, 1 275 ilustracji.
- Annales du Musée, Paysage et tableaux de Genre, 1805-1808, 4 tomy, 288 ilustracji.
- Seconde collection (partie ancienne), 1810-1821, 4 tomy, 276 ilustracji.
- Galerie Giustiani, 1812, 1 tom, 73 ilustracje.
- Galerie de M. Massias, Ancien résident de France à Carlsruhe, 1815, 1 tom, 72 ilustracje.
- Seconde collection, Salons de 1808 à 1835, 17 tomów, 1 778 ilustracji.

## Ważniejsze obrazy
- La Peinture et la Poésie,
- Dédale et Icare, 1799,
- La Tristesse d’Orphée, 1796,
- Le Bain de Virginie,
- Paul et Virginie dans leur enfance, 1814,
- Le Temps brise les ailes de l’amour, 1795,
- Portrait de Monsieur Dominique Bonet,
- Tête de femme couronnée de laurier,
- Léda, Castor et Pollux,
- Le Comte Pierre-Jean de Bourcet et sa famille, 1791,
- Portrait de femme, 1793,
- Portrait de Jean-Jacques Leroux de Tillets,
- Le Frappement du rocher, 1898,
- Vénus et l’Amour, 1810,
- Agar donnant de l’eau à Ismaël.